# У тіні меча
«У тіні меча» (латис. «Zobena ēnā») — латвійський радянський художній кінофільм 1976 року, історична драма заснованна на Легенді про Турайдську Троянду. Інший варіант назви — «Під страхом меча».

## Сюжет
1620 рік. Турайда, замок недалеко від Зігвальда. По всій країні лютують голод, чума і грабежі натовпів найманців. Внучка старої Качи — красуня Майя, прозвана Турайдськой Розою, прислуговує в замку. Її господиня — дочка власника Хелена-Шарлотта.
Командир найманців, що знаходиться в замку, Якубовський домагається любові Майї, але у дівчини є наречений — простий сільський хлопець Касперс. Аби не допустити ганьби, Турайдська Роза віддала перевагу смерті над безчестям.

## У ролях
- Індра Бріке —  Майя
- Леонід Грабовскіс —  Касперс
- Гірт Яковлєв —  Якубовський
- Алфредс Яунушанс —  Патер
- Інтс Буранс —  власник замку
- Велта Страуме —  Хелена-Шарлотта
- Еугенія Шулгайте —  Кача, стара селянка
- Аквеліна Лівмане —  мати Майї
- Арійс Гейкінс —  Дудініекс
- Айварс Сіліньш —  наречений

## Знімальна група
- Автор сценарію: Імантс Кренбергс
- Режисер: Імантс Кренбергс
- Оператори: Андріс Селецкіс, Івар Селецкіс
- Художник: Улдіс Паузерс
- Композитор: Паулс Дамбіс